# Nathan Adrian
Nathan Ghar-jun Adrian (født 7. december 1988 i Bremerton, Washington, USA) er en amerikansk svømmer. 
Han har vundet i alt fire medaljer tilsammen ved Sommer-OL 2008, i Beijing og Sommer-OL 2012, i London.